# Single numer jeden w roku 1980 (USA)
Notowanie Billboard Hot 100 przedstawia najlepiej sprzedające się single w Stanach Zjednoczonych. Publikowane jest ono przez magazyn Billboard, a dane kompletowane są przez Nielsen SoundScan w oparciu o cotygodniowe wyniki sprzedaży cyfrowej oraz fizycznej singli, a także częstotliwość emitowania piosenek na antenach stacji radiowych.
| Data publikacji | Piosenka                              | Artysta                  |
| --------------- | ------------------------------------- | ------------------------ |
| 5 stycznia      | "Please Don’t Go"                     | KC and the Sunshine Band |
| 12 stycznia     | "Escape (The Piña Colada Song)"       | Rupert Holmes            |
| 19 stycznia     | "Rock with You"                       | Michael Jackson          |
| 26 stycznia     | "Rock with You"                       | Michael Jackson          |
| 2 lutego        | "Rock with You"                       | Michael Jackson          |
| 9 lutego        | "Rock with You"                       | Michael Jackson          |
| 16 lutego       | "Do That to Me One More Time"         | Captain & Tennille       |
| 23 lutego       | "Crazy Little Thing Called Love"      | Queen                    |
| 1 marca         | "Crazy Little Thing Called Love"      | Queen                    |
| 8 marca         | "Crazy Little Thing Called Love"      | Queen                    |
| 15 marca        | "Crazy Little Thing Called Love"      | Queen                    |
| 22 marca        | "Another Brick in the Wall (Part II)" | Pink Floyd               |
| 29 marca        | "Another Brick in the Wall (Part II)" | Pink Floyd               |
| 5 kwietnia      | "Another Brick in the Wall (Part II)" | Pink Floyd               |
| 12 kwietnia     | "Another Brick in the Wall (Part II)" | Pink Floyd               |
| 19 kwietnia     | "Call Me"                             | Blondie                  |
| 26 kwietnia     | "Call Me"                             | Blondie                  |
| 3 maja          | "Call Me"                             | Blondie                  |
| 10 maja         | "Call Me"                             | Blondie                  |
| 17 maja         | "Call Me"                             | Blondie                  |
| 24 maja         | "Call Me"                             | Blondie                  |
| 31 maja         | "Funkytown"                           | Lipps Inc                |
| 7 czerwca       | "Funkytown"                           | Lipps Inc                |
| 14 czerwca      | "Funkytown"                           | Lipps Inc                |
| 21 czerwca      | "Funkytown"                           | Lipps Inc                |
| 28 czerwca      | "Coming Up (Live at Glasgow)"         | Paul McCartney & Wings   |
| 5 lipca         | "Coming Up (Live at Glasgow)"         | Paul McCartney & Wings   |
| 12 lipca        | "Coming Up (Live at Glasgow)"         | Paul McCartney & Wings   |
| 19 lipca        | "It's Still Rock and Roll to Me"      | Billy Joel               |
| 26 lipca        | "It's Still Rock and Roll to Me"      | Billy Joel               |
| 2 sierpnia      | "Magic"                               | Olivia Newton-John       |
| 9 sierpnia      | "Magic"                               | Olivia Newton-John       |
| 16 sierpnia     | "Magic"                               | Olivia Newton-John       |
| 23 sierpnia     | "Magic"                               | Olivia Newton-John       |
| 30 sierpnia     | "Sailing"                             | Christopher Cross        |
| 6 września      | "Upside Down"                         | Diana Ross               |
| 13 września     | "Upside Down"                         | Diana Ross               |
| 20 września     | "Upside Down"                         | Diana Ross               |
| 27 września     | "Upside Down"                         | Diana Ross               |
| 4 października  | "Another One Bites the Dust"          | Queen                    |
| 11 października | "Another One Bites the Dust"          | Queen                    |
| 18 października | "Another One Bites the Dust"          | Queen                    |
| 25 października | "Woman in Love"                       | Barbra Streisand         |
| 1 listopada     | "Woman in Love"                       | Barbra Streisand         |
| 8 listopada     | "Woman in Love"                       | Barbra Streisand         |
| 15 listopada    | "Lady"                                | Kenny Rogers             |
| 22 listopada    | "Lady"                                | Kenny Rogers             |
| 29 listopada    | "Lady"                                | Kenny Rogers             |
| 6 grudnia       | "Lady"                                | Kenny Rogers             |
| 13 grudnia      | "Lady"                                | Kenny Rogers             |
| 20 grudnia      | "Lady"                                | Kenny Rogers             |
| 27 grudnia      | "(Just Like) Starting Over"           | John Lennon              |